# لياندرو ريمونديني
لياندرو ريمونديني (بالإيطالية: Leandro Remondini)‏ (مواليد 17 نوفمبر 1917) هو لاعب كرة قدم. يلعب مع منتخب إيطاليا لكرة القدم. سبق له أن لعب في كأس العالم لكرة القدم مع منتخب بلاده.

## روابط خارجية
- لياندرو ريمونديني على موقع قاعدة بيانات كرة القدم.إي يو (الإنجليزية)
- لياندرو ريمونديني على موقع ناشيونال فوتبول تيمز (الإنجليزية)
- لياندرو ريمونديني على موقع Soccerway.com (الإنجليزية)
- لياندرو ريمونديني على موقع عالم كرة القدم.نت (الإنجليزية)